# Elecciones provinciales de Entre Ríos de 1922
Las elecciones generales de la provincia de Entre Ríos de 1922 tuvieron lugar el domingo 4 de junio del mencionado año con el objetivo de elegir 54 miembros de un Colegio Electoral Provincial, que a su vez elegirían al Gobernador y al Vicegobernador para el período 1922-1926. Fueron los terceros comicios provinciales entrerrianos que se realizaban desde la instauración del sufragio secreto en el país.
El resultado fue una aplastante victoria para la oficialista Unión Cívica Radical (UCR), con su candidato, Ramón Mihura, triunfando con el 56.92% de los votos y 40 escaños en el Colegio Electoral contra el 43.08% que obtuvo Andrés Méndez Casariego, candidato de la coalición de partidos conservadores conocida como Concentración Popular. Mihura triunfó en prácticamente toda la provincia, menos en el Departamento Feliciano, donde ganó Méndez Casariego por un muy escaso margen. El Colegio Electoral consagró rápidamente a Mihura, que asumió su mandato el 1 de octubre de 1926.
Durante el mandato de Mihura, se produciría la fragmentación de la Unión Cívica Radical en 1924 entre el sector favorable a Hipólito Yrigoyen y el sector antipersonalista, adhiriendo el gobernador a este último, a pesar de haber ganado con el apoyo clave de Yrigoyen. El vicegobernador, Enrique Pérez Colman, se mantuvo leal al expresidente.